# Klaus-Bahlsen-Brunnen

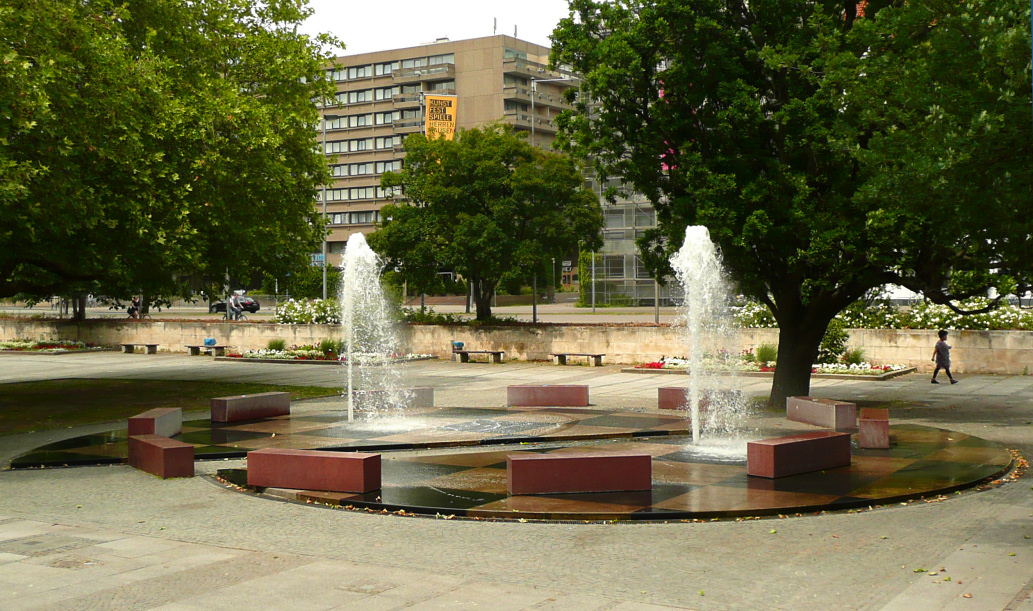
Klaus-Bahlsen-Brunnen

Der Klaus-Bahlsen-Brunnen (auch Bahlsen-Brunnen genannt) steht auf dem Trammplatz vor dem Neuen Rathaus in Hannover. Er wurde 1996 von Ludger Gerdes gestaltet. Er ist ein Geschenk der Rut- und Klaus-Bahlsen-Stiftung an die Stadt.

## Baudetails
Die Grundform des Brunnens, ein zerschnittenes Schachbrettmuster mit zwei Fontänen, ist umgeben von elf roten, polierten Granitblöcken.
Auf einem der Blöcke steht das Wort „sondern“ (im Gegensatz zu „verbinden“).

## Geschichte
Der Klaus-Bahlsen-Brunnen hat den Platz der 1961 von Wilhelm Brodthage in flachem, rechteckigen Becken installierten Wasserblume eingenommen, die 1986 stillgelegt wurde.